# Franz Ittenbach
Franz Ittenbach (Königswinter, 18 avril 1813 - Düsseldorf, 1er décembre 1879) est un peintre religieux allemand.

## Biographie
À l'âge de 19 ans, il est élève à l'Académie des beaux-arts de Düsseldorf où il reçoit des leçons privées de son président, Wilhelm von Schadow.
Il est membre du mouvement nazaréen et s'associe avec trois amis élèves, Karl et Andreas Müller, et Ernst Deger, et tous les quatre parcourent l'Allemagne, étudiant et peignant ensemble.
Il est extrêmement religieux et refuse avec insistance toute commission pour les sujets mythologiques ou païens. En règle générale, il consacre exclusivement son temps à la décoration d'églises, ses travaux étant précédés de pratiques religieuses, notamment la confession et la communion.
De 1839 à 1842, Ittenbach vit en Italie. De retour en Allemagne, il s'installe à Munich pour quelque temps. En 1849, il revient à Düsseldorf. De 1859 jusqu'à son décès, il est membre du club d'artiste "Malkasten".

## Œuvres

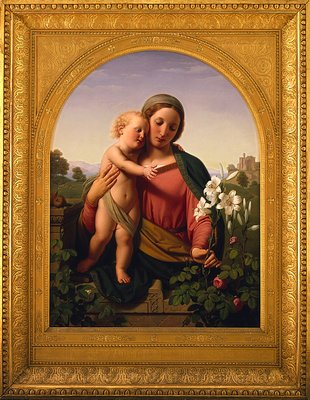
Vierge à l'enfant (1855) Minneapolis Institute of Arts.

Ses plus excellentes peintures se trouvent à Bonn, dans l'église de saint Remi et à Breslau dans une église consacrée au même saint. Il y a aussi une remarquable Sainte Famille datée de 1861, peinte pour Jean II de Liechtenstein dans sa chapelle privée près de Vienne. 
La plupart de ses autres œuvres sont dans des églises catholiques d'Allemagne. Sa seule fresque importante a été peinte en 1844 dans l'église saint Apollinaire à Remagen. Il a également peint quelques portraits.

## Source
- (en) Catholic Encyclopedia, 1913, « Franz Ittenbach »